# 补救途径
补救途径（英語：Salvage pathway，又称补救合成、再利用途径），是与从头合成相对的概念，它是指将已分解的生物分子作为原料，再次进行该生物分子的合成的一种代谢途径。这个词经常特指核苷酸补救合成，即是指利用核苷酸降解产生的碱基和核苷，重新合成核苷酸。这种途径由于更为简便，耗时少，节约能量，因此重要性不亚于从头合成。